# Mahonia bracteolata
Mahonia bracteolata là một loài thực vật có hoa trong họ Hoàng mộc. Loài này được Takeda mô tả khoa học đầu tiên năm 1917.